# Lawrenceville (Georgia)
Lawrenceville is een plaats (city) in de Amerikaanse staat Georgia, en valt bestuurlijk gezien onder Gwinnett County.

## Demografie
Bij de volkstelling in 2000 werd het aantal inwoners vastgesteld op 22.397.
In 2006 is het aantal inwoners door het United States Census Bureau geschat op 28.851, een stijging van 6454 (28.8%).

## Geografie
Volgens het United States Census Bureau beslaat de plaats een oppervlakte van
33,7 km², waarvan 33,6 km² land en 0,1 km² water. Lawrenceville ligt op ongeveer 296 m boven zeeniveau.

## Plaatsen in de nabije omgeving
De onderstaande figuur toont nabijgelegen plaatsen in een straal van 16 km rond Lawrenceville.

## Geboren
- Ezzard Charles (1921-1975), bokser
- Amanda Weir (1986), zwemster
- Offset (1991), rapper
- Quavo (1991), rapper
- Takeoff (1994), rapper